# Ставри Андреев
Ставри Христов Андреев (Андриадис) е български офицер, генерал-майор, участник в Балканските войни (1912 – 1913), командир на дружина от 13-и пехотен рилски полк през Първата световна война (1915 – 1918).

## Биография
Ставри Андреев е роден на 4 ноември 1874 г. във Варна. Грък по народност. През 1896 г. завършва Военното на Негово Княжеско Височество училище и е произведен в чин подпоручик. От 1900 г. е поручик, а от 1904 г. – капитан. Взема участие в Балканската (1912 – 1913) и Междусъюзническата война (1913) и на 14 юли 1913 г. е произведен в чин майор. Служи в 16-и пехотен ловчански полк.
По време на Първата световна война (1915 – 1918) майор Андреев служи като командир на дружина от 13-и пехотен рилски полк, като на 5 октомври 1916 е произведен в чин подполковник. „За бойни отличия през войната“ е награден с Военен орден „За храброст“, IV степен, 1-ви клас и Орден „Св. Александър“, IV степен, с мечове в средата. На 2 ноември 1919 г. е произведен в чин полковник. Служи като комендант на Кюстендил, в 64-и пехотен полк и 2-ри пограничен участък. През 1920 г. е уволнен от служба. Достига до звание генерал-майор.
Генерал-майор Ставри Андреев умира на 15 октомври 1935 година.

### Семейство
Ставри Андреев е женен и има 2 деца.

## Военни звания
- Подпоручик (1896)
- Поручик (1900)
- Капитан (1904)
- Майор (14 юли 1913)
- Подполковник (5 октомври 1916)
- Полковник (2 ноември 1919)
- Генерал-майор (неизв.)

## Награди
- Военен орден „За храброст“, IV степен, 1-ви клас (1917)
- Орден „Св. Александър“, IV степен, с мечове в средата (1921)